# Hersilia Cove
Die Hersilia Cove ist eine Bucht an der Nordküste von Rugged Island im Archipel der Südlichen Shetlandinseln. Sie liegt nahe dem östlichen Ende der Insel.
Kapitän James Pendleton Sheffield (1793–unbekannt) benannte sie im Februar 1820 nach seinem Schiff Hersilia aus Stonington, dem ersten bekannten US-amerikanischen Robbenfänger in den Gewässern um die Südlichen Shetlandinseln.